# Selección femenina de fútbol australiano de Gran Bretaña
La selección femenina de fútbol australiano de Gran Bretaña es conocido como el Great Britain Swans. El equipo está formado por los mejores jugadores nacidos en Gran Bretaña seleccionados de clubes de Inglaterra, Gales y Escocia, y apariciones ocasionales de jugadores británicos que juegan en clubes de Australia.
Los Swans son los campeones de Europa reinantes después de derrotar a Irlanda por 1,2 (8) a 0,2 (2) en la Gran Final del Campeonato de Europa de la AFL 2010 [2]
En 2017, compitió en la Copa Internacional por primera vez, terminando tercero. Este es el mejor resultado obtenido por un equipo de Gran Bretaña en una Copa Internacional.
El equipo nacional de fútbol de reglas australianas masculino de Gran Bretaña se llama Great Britain Bulldogs.

## Historia
Los GB Swans fueron establecidos en enero de 2016 por dos jugadoras de England Vixens, Charlotte-Ellen Eales y Lisa Wilson. El equipo fue creado con la vista puesta en ingresar a la Copa Internacional en Melbourne en 2017.
En 2017, los GB Swans hicieron su primera aparición en la International Cup en Melbourne, terminando terceros.
Los Swans son actualmente entrenados por Ian Mitchell y el equipo está dirigido por Phil Martin.

## Participaciones

### Copa Internacional
| Año   | Terminar | P | Mundial | PF  | PC  | %      |
| ----- | -------- | - | ------- | --- | --- | ------ |
| 2017  | 11/6     | 5 | 3-2-0   | 225 | 106 | 212,26 |
| Total | 11/6     | 5 | 3-2-0   | 225 | 106 | 212,26 |

### Campeonato Europeo
| Año   | Terminar | P | Mundial | PF  | PC | %      |
| ----- | -------- | - | ------- | --- | -- | ------ |
| 2016  | 1/3      | 5 | 4-0-1   | 114 | 22 | 518,18 |
| Total | 1/3      | 5 | 4-0-1   | 114 | 22 | 518,18 |